# تحليل السلوك السريري
تحليل السلوك السريري (ويسمى أيضا الجيل الثالث من العلاج السلوكي) هو تحليل سلوك تطبيقي سريري، يُمثل خطوة في العلاج السلوكي بعيدًا عن السلوكية المنهجية، والعودة نحو السلوكية الراديكالية، واستخدام نماذج التحليلي الوظيفي للسلوك اللفظي وتحديدا نظرية الإطار العلائقي.

## النماذج الحالية
تشمل علاجات تحليل السلوك السريري العلاج بالقبول والالتزام، والطب السلوكي (مثل علم الشيخوخة السلوكي وعلاج تغذية الأطفال)، ونهج تعزيز المجتمع وتدريب الأسرة، والعلاج بالتعرض/إزالة الحساسية (مثل إزالة التحسس النظامي)، العلاج النفسي التحليلي الوظيفي (مثل التنشيط السلوكي وعلاج الأزواج السلوكي التكاملي)، وإدارة الطوارئ القائمة على القسائم.

### العلاج بالقبول والالتزام
يُعد العلاج بالقبول والالتزام أكثر النماذج بحثًا، وهو نموذج تطورَ مع تطور نظرية الإطار العلائقي، وقد شارك العديد من الباحثين، مثل ستيفن سي هايز، في كل منهما، حتى قيل أن العلاج بالقبول والالتزام مبني على نظرية الإطار العلائقي، الأمر الذي يُثير بعض النقاش داخل المجتمع. وفي الأصل أُشير إلى هذا النموذج باسم التباعد الشامل،  ويمزج كل الممارسين بين القبول والالتزام وبين قيم الفرد، لتصبح هذه المكونات متداخلة في العلاج بطرق مختلفة، مما يؤدي إلى أن يكون العلاج بالقبول والالتزام مركزا على بٌعد التيقظ وعلى جانب تغيير السلوك، واعتبارًا من سبتمبر 2015 فقد حدث تقييم للعلاج بالقبول والالتزام في أكثر من 130 تجربة منضبطة معشاة لمجموعة متنوعة من الاضطرابات،  وعند مقارنته بالعلاجات الفعالة الأخرى فقد وُجد أن حجم الأثر للعلاج بالقبول والالتزام يصل إلى حوالي 0.6،  ووهو ما يُمثل قيمة حجم أثر متوسطة.

### التنشيط السلوكي
نشأ التنشيط السلوكي من تحليل مكونات العلاج السلوكي المعرفي، لكنه لم يجد أي تأثير إضافي للمكون المعرفي، ويعتمد التنشيط السلوكي على نموذج قانون التماثل للتعزيز، وقد دعمت مراجعة حديثة فكرة أن استخدام التنشيط السلوكي له أهمية سريرية في علاج الاكتئاب.

### نهج تعزيز المجتمع وتدريب الأسرة
نهج تعزيز المجتمع وتدريب الأسرة هو نموذج طوره روبرت ماير، ويستند إلى نهج تعزيز المجتمع الذي طوره لأول مرة كل من ناثان أزرين وهانت، ويركز النموذج على استخدام التقييم السلوكي الوظيفي لتقليل سلوك الشرب، ويجمع نهج تعزيز المجتمع وتدريب الأسرة بين كل من نهج تعزيز المجتمع وعلاج الأسرة.

### العلاج النفسي التحليلي الوظيفي
يعتمد العلاج النفسي التحليلي الوظيفي على التحليل الوظيفي للعلاقة العلاجية، ويركز بشكل أكبر على السياق العلاجي ويعود إلى استخدام التعزيز أثناء الجلسة، ويستخدم التحليل الأساسي للعلاج النفسي التحليلي الوظيفي ما يسمى بالسلوك المتصل سريريًا، وهو عرض مشكلة المريض مثلما عرضها في الجلسة، وبشكل عام فإن 40 عامًا من البحث تدعم فكرة أن تعزيز السلوك أثناء الجلسة يمكن أن يؤدي إلى تغيير السلوك.
علاج الأزواج السلوكي التكاملي
تطور علاج الأزواج السلوكي التكاملي من عدم الرضا عن علاج الأزواج السلوكي التقليدي، حيث يتطلع علاج الأزواج السلوكي التكاملي لمعرفة الفرق بين السلوك الطارئ والسلوك المحكوم بالقواعد، وقرن هذا التحليل بتقييم وظيفي شامل لعلاقة الأزواج، وقد استخدمت الجهود الأخيرة مفاهيم سلوكية جذرية لتفسير عدد من الظواهر السريرية بما في ذلك المغفرة.

## الصيغة السريرية
يعتمد تحليل السلوك السريري على تحليل وظيفي لسلوك الاضطراب (كما هو الحال مع جميع أنواع العلاج السلوكي)، واعتمادًا على النموذج السريري فقد استند هذا التحليل على نموذج بورهوس فريدريك سكينز للسلوك اللفظي أو نظرية الإطار العلائقي.